# Oakland-Alameda County Coliseum
L'RingCentral Coliseum és un estadi de futbol americà i de beisbol de la ciutat d'Oakland (Califòrnia), Estats Units.

## Història
L'RingCentral Coliseum (Coliseu del RingCentral en català) es va iniciar a construir l'any 1962, ja que la ciutat buscava una identitat pròpia que estigués separada de la seva ciutat veïna San Francisco, el novembre de 1960 es va donar a conèixer el primer projecte, i el desembre de 1960 l'estadi havia de ser seu dels Oakland Raiders, que es van traslladar fins i tot a un camp provisional a prop del centre d'Oakland, també es va planificar que servís com a camp de beisbol a causa de l'anunci d'una expansió cap a Oakland de l'MLB.
L'any 1965 es va estendre el rumor que l'equip de l'MLB els Indis de Cleveland es traslladaria a la ciutat però això no va succeir, el president dels Kansas City Royals va decidir transferir l'equip a la ciutat d'Oakland l'any 1968 naixent així la franquícia de l'MLB dels Oakland Athletics, el primer partit dels Oakland Raiders va ser el 18 de setembre de 1966 i el primer dels Oakland Athletics va ser el 17 d'abril de 1968.